# جون إس. ديفيس
جون إس. ديفيس (بالإنجليزية: John S. Davis)‏ هو مدير فني أمريكي، ولد في 21 أكتوبر 1898 في وليامزبورغ في الولايات المتحدة، وتوفي في 16 فبراير 1985 في فورت كولنز في الولايات المتحدة.